# Toyonoshima Daiki
Toyonoshima Daiki (豊ノ島 大樹, Daiki Toyonoshima), né le 26 juin 1983 sous le nom de Daiki Kajiwara, est un lutteur sumo originaire de la préfecture de Kōchi. Il fait ses débuts professionnels en janvier 2002 et atteint la première division en septembre 2004. Il a été vice-champion dans cinq tournois et a gagné dix prix sanshō. Son plus haut rang est celui de sekiwake qu'il a atteint pour la première fois en septembre 2008 et l'a conservé pendant cinq tournois à cette date. Après une suspension en juillet 2010, il retombe dans la seconde division jūryō mais remonte en makuuchi en novembre 2010 et participe aux éliminatoires pour le championnat. Il a été vice-champion dans quatre autres tournois de la première division. Il a remporté quatre kinboshi (en) (étoiles d'or) pour ses combats contre des yokozunas, dont il a gagné trois d'entre eux contre Harumafuji Kōhei de 2013 à 2015. Il combat pour l'écurie Tokitsukaze (en).

## Biographie
Toyonoshima est le fils aîné d'un fabricant de tofu. Durant sa jeunesse, il pratique intensément le football, cependant, son parcours sportif change après avoir gagné un championnat de sumo de quartier. À l'école, il connait une rivalité avec un autre futur lutteur de sumo qui prendra le shikona (en) (nom de lutteur) Kotoshōgiku Kazuhiro. Celui-ci est aujourd'hui également son rival au niveau professionnel. Après le lycée, Toyonoshima entre à l'écurie Tokitsukaze (en) grâce à un ami de son père. Il est cependant en-dessous de la taille minimum de 1,73m mais est autorisé à faire ses débuts après avoir passé un examen physique secondaire.
Dès son entrée dans le monde du sumo, Toyonoshima monte rapidement dans les rangs inférieurs du sumo, remportant deux championnats yūshō dans les divisions jonokuchi et jonidan avec des résultats parfaits de 7-0 (7 victoires pour 0 défaites). Il atteint le statut de sekitori en mars 2004 après un résultat de 5-2 pour un rang de makushita 2. Il monte dans la seconde division jūryō après juste deux tournois et deux résultats de 11-4 d'affilée. Atteignant la première division makuuchi, il connait d'abord peu de succès et est rétrogradé deux fois en jūryō. Cependant, après avoir gagné le tournoi jūryō de septembre 2005 avec un résultat impressionnant de 14-1, sa fortune commence à tourner et après quelques premières difficultés, il s'améliore sans cesse dans les rangs de la makuuchi jusqu'à sa position actuelle.
En mai 2006, Toyonoshima obtient son second kachi-koshi (plus de victoires que de défaites) dans la première division lors de son neuvième tournoi. Son premier grand succès survient en janvier 2007 quand il atteint le rang de maegashira 9 en finissant deuxième derrière le yokozuna Asashōryū Akinori avec un résultat de 12-3 et gagne son premier prix sanshō pour son esprit combatif et sa technique. En mars, il bat deux ōzeki, Kotoōshū Katsunori et Chiyotaikai Ryūji, et gagne sa promotion en komusubi en mai. Haut de seulement 1,68m, il est le plus petit lutteur à devenir komusubi en 50 ans. Cependant, avant le début du tournoi, il se tord les ligaments de genou et de cheville lors d'une séance d'entraînement avec Asashōryū à son heya et ne peut remporter que quatre victoires à ses débuts en san'yaku.

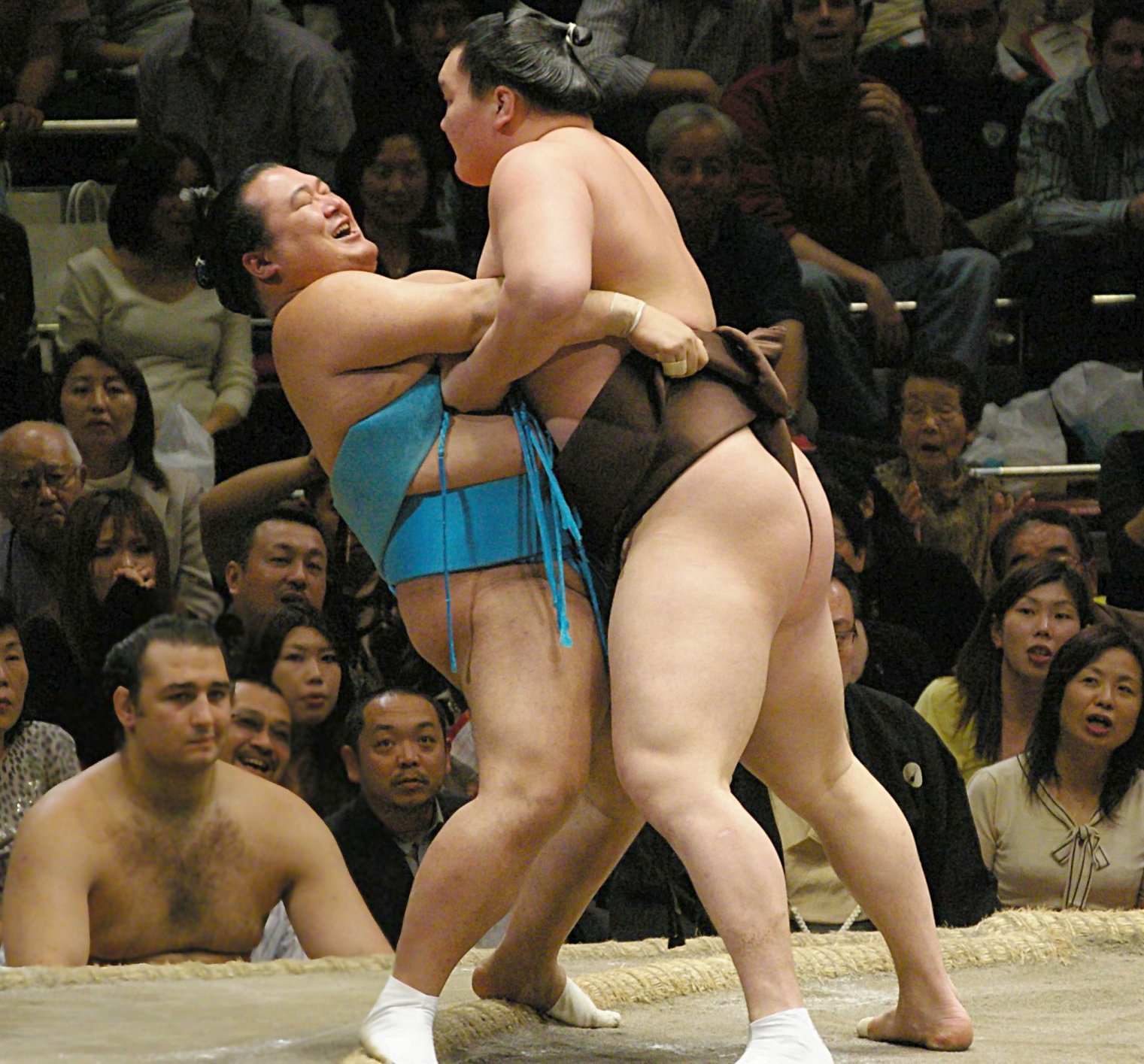
Combat entre Toyonoshima et Hakuhō Shō en 2007.

En septembre 2007, Toyonoshima devient le premier maegashira à battre Hakuhō Shō depuis sa promotion en yokozuna, gagnant son premier kinboshi (en) (étoiles d'or). Il bat également les ōzeki Kotoōshū et Kotomitsuki Keiji. Il termine avec un résultat limite de 8-7 et le prix de la performance exceptionnelle. Il obtient un autre résultat positif au prochain tournoi, mais échoue légèrement avec deux résultats négatifs de 6-9 en janvier et mars 2008. En mai, cependant, il est sur le tableau de classement pendant la majeure partie du tournoi et termine deuxième et avec le prix partagé de l'esprit combatif.

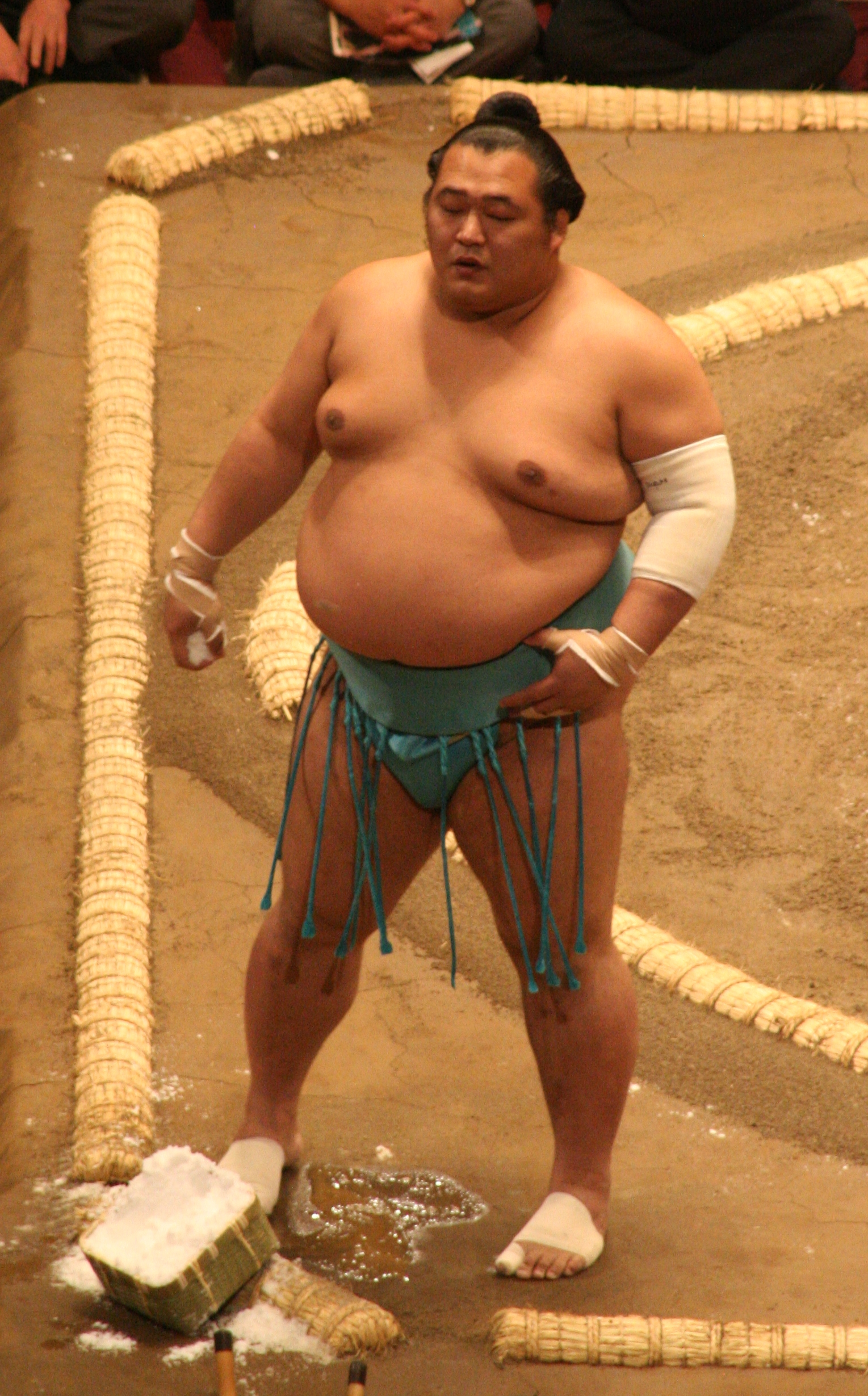
Toyonoshima en mai 2009 avec un soutien sur son coude gauche après avoir été blessé en janvier.

Toyonoshima retourne dans les rangs san'yaku en tant que komusubi au tournoi de juillet 2008 où il bat Asashōryū pour la première fois dès le jour d'ouverture. Il termine avec dix victoires et un autre prix de la performance exceptionnelle, et le résultat négatif de Kotoshogiku lui vaut d'être promu sekiwake au tournoi de septembre, devenant le premier lutteur de l'écurie Tokitsukaze à atteindre ce rang depuis Kurama Tatsuya (en) en 1978. Il termine sur un résultat négatif à 6-9 et est rétrogradé au rang maegashira 1, mais redevient komusubi au tournoi de janvier 2009.
Le septième jour du tournoi de janvier 2009, Toyonoshima est battu par l'ōzeki Kaiō Hiroyuki. Il subit un grave étirement du coude lors d'un lancer. Bien que souffrant de sa blessure, il réussit à s'incliner pour saluer la victoire de Hiroyuki et quitte le dohyō (plateforme de lutte) sans assistance et jusque dans le vestiaire, où l'attention médicale semble avoir été rapide. Les commentateurs anglophones de la NHK rapportent plus tard que Toyonoshima aurait dit avoir entendu son coude casser. L'édition d'internet du Yomiuri Shinbun rapporte que Toyonoshima est diagnostiqué d'une entorse du coude gauche et il est forcé de déclarer forfait pour le combat suivant contre son rival Kotoshōgiku. D'autres nouvelles indiquent que les médecins de l'association japonaise de sumo ont ordonné au rikishi de 25 ans de prendre un arrêt médical de 6 semaines, et que Toyonoshima ferait sa rentrée au Hatsu basho de 2009 au Ryōgoku Kokugikan de Tokyo. C'est la première fois depuis ses débuts qu'il rate des combats de tournoi.
Toyonoshima revient au tournoi de mars à Osaka avec son coude bordé mais finit sur un résultat très limite de 8-7 grâce à une victoire dans la dernière journée. En mai, alors au rang de maegashira 3, il ne peut remporter que deux victoires durant les douze premiers jours avant de remporter ses trois derniers combats. Il produit sa meilleure performance de l'année en novembre avec un résultat prometteur de 11-4 qui lui vaut son deuxième prix pour sa technique et ouvre la possibilité de promotion et d'un retour aux rangs san'yaku en janvier 2010. Cependant, en raison de la rétrogradation de Chiyotaikai Ryūji en sekiwake et du résultat négatif de 7-8 de Kakuryū, il doit se contenter de la position de maegashira 1 de l'est. Il remonte son résultat provisoire de 3-6 pendant le tournoi de janvier pour finalement afficher une majorité de victoires et cela lui permet de revenir enfin aux rangs san'yaku pour la première fois depuis sept tournois avec la position de  sekiwake . Il commence brillamment au tournoi de mars avec trois victoires consécutives, mais termine finalement avec seulement six victoires contre neuf défaites.
Il est suspendu avec plus d'une douzaine d'autres lutteurs du tournoi de juillet 2010 après avoir admis son implication dans des paris illégaux dans le baseball. En conséquence, il est rétrogradé dans la seconde division jūryō au mois de septembre suivant. Il rebondit avec un impressionnant résultat de 14-1 et remporte le deuxième championnat jūryō, cinq ans exactement après son premier, garantissant ainsi sa remontée dans la première division. Combattant d'abord avec le rang de maegashira 9 en novembre, il obtient un autre résultat de 14-1, ne perdant que contre Kyokutenhō Masaru et battant deux ōzeki. Il perd contre Hakuhō Shō pendant le dernier jour des éliminatoires pour le championnat yūshō, ne réussissant pas à devenir le premier lutteur à remporter un tournoi jūryō et makuuchi (mais est le premier gagnant né au Japon d'un tournoi de la première division depuis 2006) et reçoit tout de même des prix sanshō pour son esprit combatif et sa technique. Il est promu maegashira 1 de l'est au tournoi suivant de janvier, ce qui fait la première fois qu'un maegashira gagne 14 combats sans être promu à un rang san'yaku. Il fait de faibles débuts au honbasho de janvier, perdant sept de ses huit premiers combats mais remonte pour terminer finalement sur un résultat limite mais positif de 8-7 dans le dernier jour. Il remonte ainsi dans les rangs san'yaku pour le tournoi de mars (finalement annulé). Durant le tournoi d'« examen technique » de mai, il fait ses pires débuts, perdant neuf de ses dix premiers combats et termine sur un résultat désastreux de 5-10.
Il retrouve le rang de komusubi en septembre 2011 et remonte d'un résultat de départ de 1-7 pour la seconde fois de sa carrière pour garder son rang en terminant sur un résultat final de 8-7. Il atteint le rang de sekiwake en janvier 2012 mais est rétrogradé après un résultat de seulement 5–10. Il fait un superbe tournoi en mars, battant les ōzekis Kotoshōgiku et Kotoōshū et partageant le prix de la technique, ce qui lui permet de redevenir immédiatement sekiwake. Au basho de mai 2012, il bat Hakuhō juste pour la seconde fois en première division, offrant au yokozuna sa quatrième défaite du tournoi. Dans la suite de sa carrière, il réussit à obtenir assez de résultats positifs dans les tournois pour rester dans les rangs supérieurs de la  makuuchi . Durant cette période, il remporte également deux kinboshi contre le yokozuna Harumafuji Kōhei, qui avaient ironiquement été perdu par Toyonoshima dans deux tournois précédents.
Toyonoshima maintient sa position dans les rangs supérieurs maegashira en 2015, gagnant un quatrième kinboshi en mars grâce à sa victoire contre Harumafuji. En janvier 2016, il réalise sa meilleure performance depuis plusieurs années avec un résultat de 12-3, dont une victoire contre le favori Kotoshōgiku Kazuhiro, et obtient la deuxième place ainsi que le prix de la performance exceptionnelle. C'est son dixième prix spécial, le mettant au même niveau que Harumafuji et seulement derrière Gōeidō Gōtarō et Aminishiki Ryūji (en) parmi les lutteurs en activité. Sa performance lui permet d'être promu sekiwake pour la cinquième fois, et pour la première fois depuis mai 2012. Ses deux tournois suivants sont décevants, perdant son rang de sekiwake après seulement trois victoires en mars et un résultat de 5-10 en mai. Il est absent du tournoi de juillet 2016 après une intervention chirurgicale pour une rupture du tendon d'Achille à l'entraînement et, en résultat, est rétrogradé dans la seconde division jūryō pour la première fois depuis 2010. Il décide de ne pas participer au tournoi de septembre pour se remettre complètement de sa blessure, ce qui signifie une rétrogradation en troisième division makushita. Il n'est que le deuxième lutteur à être redescendu en makushita après avoir été en makuuchi après Hokutōriki Hideki (en).
Il est le propriétaire du Nishikijima toshiyori kabu (réunion d'anciens), indiquant son intention de rester dans le sumo comme entraîneur après sa retraite comme lutteur.

## Style de combat
Toyonoshima est adepte des techniques d'agrippement (yotsu-sumo) et de poussée (oshi-sumo). Ses coups gagnants (kimarite (en)) les plus courants sont yori-kiri (sortir de force) et oshi-dashi (pousser dehors). Son emprise préférée de la ceinture (mawashi) de son adversaire est hidari-yotsu (main droite à l'extérieur, main gauche à l'intérieur) à partir de laquelle il emploie un shitate-nage (lancer avec le bras à l'intérieur).

## Vie privée
Toyonoshima se marie avec une chanteuse en février 2011 et la cérémonie se tient en octobre à l'hôtel métropolitain de Tokyo avec 600 invités.

## Résultats par basho
| Année | Janvier Hatsu basho, Tokyo           | Mars Haru basho, Osaka                 | Mai Natsu basho, Tokyo               | Juillet Nagoya basho, Nagoya            | Septembre Aki basho, Tokyo         | Novembre Kyūshū basho, Fukuoka     |
| --- | ------------------------------------ | -------------------------------------- | ------------------------------------ | --------------------------------------- | ---------------------------------- | ---------------------------------- |
| 2002 | (Maezumo)                            | Jonokuchi de l’Ouest #32 7–0– CHAMPION | Jonidan de l’Ouest #26 7–0– CHAMPION | Sandanme de l’Est #32 5–2               | Sandanme de l’Est #5 3–4           | Sandanme de l’Est #17 4–3          |
| 2003 | Sandanme de l’Ouest #6 7–0– CHAMPION | Makushita de l’Ouest #10 2–5           | Makushita de l’Ouest #27 3–4         | Makushita de l’Est #34 5–2              | Makushita de l’Ouest #21 4–3       | Makushita de l’Est #17 5–2         |
| 2004 | Makushita de l’Ouest #7 4–3          | Makushita de l’Ouest #4 5–2            | Jūryō de l’Ouest #13 11–4            | Jūryō de l’Est #4 11–4                  | Maegashira de l’Ouest #15 6–9      | Jūryō de l’Est #1 8–7              |
| 2005 | Maegashira de l’Est #17 8–7          | Maegashira de l’Est #13 7–8            | Maegashira de l’Ouest #13 6–9        | Maegashira de l’Est #16 6–9             | Jūryō de l’Ouest #1 14–1– CHAMPION | Maegashira de l’Ouest #8 7–8       |
| 2006 | Maegashira de l’Ouest #9 7–8         | Maegashira de l’Ouest #10 6–9          | Maegashira de l’Est #13 8–7          | Maegashira de l’Est #11 9–6             | Maegashira de l’Ouest #6 4–11      | Maegashira de l’Ouest #10 8–7      |
| 2007 | Maegashira de l’Ouest #9 12–3 TC     | Maegashira de l’Ouest #1 8–7           | Komusubi de l’Est #1 4–11            | Maegashira de l’Ouest #4 7–8            | Maegashira de l’Est #5 8–7 P★      | Maegashira de l’Est #4 9–6         |
| 2008 | Maegashira de l’Est #2 6–9           | Maegashira de l’Ouest #3 6–9           | Maegashira de l’Ouest #5 11–4 C      | Komusubi de l’Ouest #1 10–5 P           | Sekiwake de l’Ouest #1 6–9         | Maegashira de l’Est #1 9–6         |
| 2009 | Komusubi de l’Ouest #1 2–6–7         | Maegashira de l’Ouest #6 8–7           | Maegashira de l’Ouest #3 5–10        | Maegashira de l’Est #7 8–7              | Maegashira de l’Est #4 7–8         | Maegashira de l’Est #5 11–4 T      |
| 2010 | Maegashira de l’Est #1 8–7           | Sekiwake de l’Ouest #1 6–9             | Maegashira de l’Est #1 5–10          | Maegashira de l’Est #5 Suspendu 0–0–15  | Jūryō de l’Ouest #1 14–1– CHAMPION | Maegashira de l’Ouest #9 14–1–P TC |
| 2011 | Maegashira de l’Est #1 8–7           | # Tournoi annulé 0–0–15                | Komusubi de l’Ouest #1 5–10          | Maegashira de l’Ouest #2 9–6            | Komusubi de l’Est #1 8–7           | Komusubi de l’Est #1 9–6           |
| 2012 | Sekiwake de l’Ouest #1 5–10          | Maegashira de l’Est #4 11–4 T          | Sekiwake de l’Est #1 7–8             | Komusubi de l’Ouest #1 5–10             | Maegashira de l’Ouest #3 6–9       | Maegashira de l’Ouest #6 11–4      |
| 2013 | Maegashira de l’Est #2 6–9           | Maegashira de l’Est #4 7–8 ★           | Maegashira de l’Ouest #4 7–8         | Maegashira de l’Ouest #5 6–9            | Maegashira de l’Ouest #7 8–7       | Maegashira de l’Ouest #2 8–7       |
| 2014 | Maegashira de l’Est #1 8–7           | Komusubi de l’Est #1 5–10              | Maegashira de l’Ouest #4 4–9–2       | Maegashira de l’Ouest #10 10–5          | Maegashira de l’Ouest #2 6–6–3     | Maegashira de l’Est #6 8–7         |
| 2015 | Maegashira de l’Est #4 7–8           | Maegashira de l’Est #5 8–7 ★           | Maegashira de l’Est #2 4–11          | Maegashira de l’Ouest #7 7–8            | Maegashira de l’Ouest #8 10–5      | Maegashira de l’Est #3 5–9–1       |
| 2016 | Maegashira de l’Est #7 12–3 P        | Sekiwake de l’Ouest #1 3–12            | Maegashira de l’Est #7 5–10          | Maegashira de l’Est #11 Blessure 0–0–15 | Jūryō de l’Est #8 Blessure 0–0–15  | Makushita de l’Ouest #7 4–3        |
| 2017 | Makushita de l’Ouest #6 6–1          | Makushita de l’Est #2 1–5–1            | Makushita de l’Est #19 3–4           | Makushita de l’Est #28 5–2              | Makushita de l’Ouest #17 4–3       | Makushita de l’Ouest #13 5–2       |
| 2018 | Makushita de l’Est #5 0–4–3          | Makushita de l’Ouest #35 6–1           | Makushita de l’Est #14 5–2           | Makushita de l’Ouest #7 5–2             | Makushita de l’Ouest #1 6–1        | Jūryō de l’Est #13 11–4            |
| 2019 | Jūryō de l’Ouest #5 10–5             | Maegashira de l’Ouest #14 5–10         | Jūryō de l’Est #1 8–7                | Maegashira de l’Est #14 7–8             | Maegashira de l’Ouest #14 1–9–5    | Jūryō de l’Ouest #8 6–9            |
| 2020 | Jūryō de l’Est #11 4–11              | Makushita de l’Est #2 2–5              | Makushita de l’Ouest #7 Retraite 0–0 | x                                       | x                                  | x                                  |
| Résultats sous la forme victoires – défaites – absences Champion du tournoi Vice-champion du tournoi Retraite Divisions inférieures Non-participation Sanshō : C = Combativité ; P = Performance exceptionnelle ; T = Technique Aussi représentés : ★ = Kinboshi ; P = Playoff(s) Divisions : Makuuchi — Jūryō — Makushita — Sandanme — Jonidan — Jonokuchi Rangs Makuuchi : Yokozuna — Ōzeki — Sekiwake — Komusubi — Maegashira |                                      |                                        |                                      |                                         |                                    |                                    |